# Adam Gawlas
Adam Gawlas (* 18. Februar 2002 in Třinec) ist ein tschechischer Dartspieler.

## Karriere
Gawlas begann seine internationale Karriere im Jahr 2019, als er für den tschechischen Dartsverband beim WDF Europe Cup Youth in Ankara teilnahm. Er setzte sich im Einzel zunächst in seiner Gruppe durch, bevor er sein erstes K.-o.-Spiel gegen Dylan Slevin verlor. Kurz darauf spielte er erstmals die Turniere der PDC Development Tour. Gleich bei seinem ersten Wochenende im August erreichte er ein Halbfinale, dass Gawlas gegen Ted Evetts verlor.
Über den East Europe Qualifier qualifizierte sich Gawlas daraufhin für die Austrian Darts Championship 2019. Sein European Tour-Debüg gewann Gawlas mit 6:4 gegen Ross Smith, bevor er in Runde zwei Mensur Suljović mit 2:6 unterlag. Nachdem er beim zweiten Development Tour-Wochenende ein weiteres Viertelfinale erreicht hatte, stand fest, dass Gawlas sich für die PDC World Youth Championship 2019, die Junioren-WM der PDC, qualifiziert hatte. Er gewann hier seine Vorrundengruppe gegen Dan Read und Rhys Griffin, bevor er sich gegen den Topgesetzten Max Hopp, Harry Ward, Callan Rydz und Ryan Meikle ins Finale spielte. Dieses Finale ging Ende November gegen Luke Humphries mit 0:6 klar verloren, bedeutete aber dennoch Gawlas' größten Erfolg in seiner noch jungen Karriere.
Er nahm daraufhin erstmals an der PDC Qualifying School teil, konnte aber keine Tour Card gewinnen. Bei seinem Debüt auf der PDC Challenge Tour erreichte Gawlas daraufhin am ersten Wochenende das Achtelfinale, ließ nach den ersten vier Teilnahmen restlichen Turniere dieser Tour jedoch aus und konzentrierte sich wieder auf die Development Tour, wo er im September ein Halbfinale erreichte. Somit nahm er auch an der PDC World Youth Championship 2020 teil, wo er erneut seine Gruppe gewann, daraufhin aber im ersten K.-o.-Spiel gegen Niels Zonneveld mit 1:6 verlor.
Im November wurde Gawlas die Ehre zuteil, sein Heimatland Tschechien beim World Cup of Darts 2020 zu vertreten. Bei seinem Major-Debüt an der Seite von Karel Sedláček unterlag man jedoch in der ersten Runde den Belgiern Dimitri Van den Bergh und Kim Huybrechts mit 4:5. Als Finalist der Jugend-WM war Gawlas auch für den Grand Slam of Darts 2020 qualifiziert. Er machte dabei drei gute und enge Spiele, verlor jedoch sowohl gegen Gary Anderson mit 3:5, als auch gegen Ryan Searle und Simon Whitlock mit 4:5 und schied somit als Gruppenletzter aus.
Bei der Q-School 2021, die erstmals in zwei Phasen bzw. „Stages“ unterteilt war, konnte Gawlas per Tagessieg an Tag eins die Final Stage erreichen. Dort sammelte er dann genug Ranglistenpunkte (insbesondere durch ein Halbfinale am letzten Tag), um sich eine PDC Tour Card für die kommenden zwei Jahre zu erspielen. Somit war Gawlas auch erstmals für die UK Open qualifiziert, wo er jedoch sein erstes Spiel gegen Gino Vos mit 4:6 verlor. In seiner ersten Pro Tour-Saison erreichte er bei den Players Championships 2021 nur ein einziges Mal die dritte Runde und nur drei weitere Male die zweite Runde. Er war jedoch ebenfalls für die Hungarian Darts Trophy 2021 qualifiziert, da er im Vorjahr – bevor die COVID-19-Pandemie für das Ausfallen mehrerer Turniere verantwortlich war – einen East Europe Qualifier gewonnen hatte. Hierbei gewann er zunächst zwei knappe Spiele gegen Boris Krčmar und Jonny Clayton, bevor er auch Lewy Williams aus dem Rennen nahm. Erst im Viertelfinale gegen José de Sousa war mit 5:6 knapp Schluss für Gawlas.
Erneut nahm Gawlas in diesem Jahr an der Seite von Karel Sedláček am World Cup of Darts teil. In einem hochklassigen Spiel unterlagen die Tschechen Krzysztof Ratajski und Krzysztof Kciuk aus Polen mit 2:5. Da in diesem Jahr nur zwei European Tour-Events ausgetragen wurden, reichte dieses Ergebnis, um sich für die European Darts Championship 2021 zu qualifizieren. In der ersten Runde traf Gawlas auf Joe Murnan und gewann mit 6:4, bevor er im Achtelfinale deutlich mit 3:10 gegen Gerwyn Price verlor. Auf der European Development Tour erreichte Gawlas erstmals das Finale, das er mit 2:5 gegen Fabian Schmutzler verlor. Mit drei weiteren Viertelfinale erreichte Gawlas Platz 12 in der Development Tour Order of Merit und war bei der PDC World Youth Championship 2021 auf Rang acht gesetzt. Er gewann wieder einmal seine Vorrundengruppe und konnte im Achtelfinale den Topgesetzten Callan Rydz mit 5:4 schlagen. Er verlor dann aber gegen den späteren Finalisten Nathan Rafferty das Viertelfinale mit 4:5.
Im Februar 2022 stand Gawlas erstmals im Achtelfinale eines Players Championship-Turniers. Bei den UK Open 2022 startete Gawlas dank seiner Ranglistenposition in Runde zwei, gewann gegen George Killington und José Justicia, bevor er mit 5:10 gegen Jamie Hughes verlor. Gawlas war in diesem Jahr für fünf European Tour-Events quaLifiziert, schied jedoch meistens in der ersten Runde aus. Bei den Czech Darts Open, für die er als Tschechischer Spieler mit Tour Card gesetzt war, gewann Gawlas gegen Dennie Olde Kalter, Damon Heta und Ryan Searle, bevor er im Viertelfinale Vincent van der Voort mit 2:6 unterlag.
Beim World Cup of Darts 2022 schieden Gawlas und Karel Sedláček wieder in Runde eins aus, dieses Mal gegen Michael Smith und James Wade aus England. Auf der Developmentt Tour erreichte Gawlas in diesem Jahr zwei Halbfinale und zwei Weitere Viertelfinale, sodass er die Development Tour Order of Merit auf Rang 22 beendete. Bei der PDC World Youth Championship verlor Gawlas in der Gruppenphase erstmals ein Spiel, wodurch Gawlas den Einzug in die K.-o.-Phase verpasste. Dafür qualifizierte sich Gawlas über den Tour Card Holder Qualifier für den Grand Slam of Darts. Sowohl gegen Rob Cross, als auch gegen Martin Schindler und Dirk van Duijvenbode konnte Gawlas nicht gewinnen.
Denkbar knapp schaffte es Gawlas auf den letzten Pro Tour-Qualifikationsplatz für die PDC World Darts Championship 2023, wo er am 17. Dezember 2022 sein Debüt gab. Er gewann zunächst gegen Richie Burnett mit 3:2, bevor er in der zweiten Runde trotz fünf gewonnener Legs mit 0:3 gegen Ryan Searle verlor.
Bei den UK Open 2023 erreichte Gawlas sein bisher bestes Ergebnis bei einem Darts-Major. Er gewann seine Spiele gegen Mario Vandenbogaerde, Luke Littler (der bei diesem Turnier seinen ersten Auftritt bei der PDC hatte), Kevin Doets, William O’Connor und schließlich Rob Cross, wodurch Gawlas ins Halbfinale des Turniers einzog. Hier traf er auf den späteren Turniersieger Andrew Gilding und verlor mit 6:11. Die darauffolgende erste Jahreshälfte erreichte Gawlas zweimal die dritte Runde bei den Players Championships und nahm an zwei European Tour-Events teil, bei denen er jedoch kein Spiel gewann. Beim World Cup of Darts nahm er wieder mit Karel Sedláček teil. Die beiden gewannen ihr erstes Gruppenspiel gegen Paul und Harith Lim mit 4:2. Sie verlieren jedoch gegen die gut spielenden Christian Perez und Lourence Ilagan von den Philippinen mit 1:4 und schieden somit aus. Einen Monat später nahm Gawlas am Poland Darts Masters teil und verlor gegen Michael van Gerwen mit 3:6.
In der zweiten Jahreshälfte stand Gawlas beim Players Championship 21 im Achtelfinale, blieb abgesehen davon aber ohne größere Erfolge auf der Pro Tour. Die Development Tour-Saison beendete er auf Rang 14, nachdem er im Juni ein Turnier gewann und ein weiteres Halbfinale erreichte. Bei der PDC World Youth Championship verlor Gawlas wie im Vorjahr ein Gruppenspiel und verpasste so das Weiterkommen. Er verpasste daraufhin auch die Qualifikation für die WM.
2024 begann für Gawlas nicht besser. Er erreichte eine dritte Runde bei den Players Championships im Februar und schied bei den UK Open 2024 nach einem gewonnenen Spiel gegen Krzysztof Ratajski aus. Es kam eine weitere dritte Runde auf der Pro Tour dazu, es sollten jedoch seine besten Ergebnisse in diesem Jahr blieben. Bei den Poland Darts Masters 2024 verlor Gawlas wie im Vorjahr sein Auftaktmatch, dieses Mal mit 4:6 gegen Luke Littler.
Ausgerechnet in seinem schwächsten Pro Tour Jahr können Gawlas und Karel Sedláček erstmals die nächste Runde erreichen. Sie gewinnen zunächst ein überraschend enges Match gegen Basem Mahmood und Duda Durra aus Bahrain mit 4:3, bevor sie komfortabel mit 4:0 Arngrímur Ólafsson und Pétur Rúðrik Guðmundsson aus Island gewinnen und somit in die K.-o.-Phase einziehen. Dort verloren die beiden dann mit 6:8 gegen Jeffrey de Graaf und Oskar Lukasiak aus Schweden. Die Development Tour 2024 beendete Gawlas nur auf Rang 48 der Order of Merit, nachdem er nur zweimal das Viertelfinale erreichen konnte. Um die Tour Card zu halten musste Gawlas sich für die WM qualifizieren. Bei der PDC World Youth Championship 2024 gewann Gawlas seine Vorrundengruppe und gewann daraufhin seine K.-o.-Spiele gegen Dylan Dowling und Xanti Van den Bergh, bevor er im Viertelfinale mit 5:6 gegen Jurjen van der Velde verlor. Somit blieb ihm nur noch der Tour Card Holder Qualifier, wo Gawlas jedoch sein Auftaktmatch verlor.
Somit musste Gawlas an der Q-School 2025 teilnehmen, wo er in der Final Stage starten durfte. Er holte jedoch keinen Punkt für die Rangliste und bleibt somit ohne Tour Card.

## Weltmeisterschaftsresultate

### JDC
- 2019: Finale (3:5-Niederlage gegen  Keane Barry)

### PDC-Jugend
- 2019: Finale (0:6-Niederlage gegen  Luke Humphries)
- 2020: 1. Runde (1:6-Niederlage gegen  Niels Zonneveld)
- 2021: Viertelfinale (4:5-Niederlage gegen  Nathan Rafferty)
- 2022: Gruppenphase (5:0-Sieg gegen  Keita Ichikawa, 3:5-Niederlage gegen  Lewis Gurney)
- 2023: Gruppenphase (5:3-Sieg gegen  Keelan Kay, 3:5-Niederlage gegen  Viktor Tingström)
- 2024: Viertelfinale (5:6-Niederlage gegen  Jurjen van der Velde)

### PDC
- 2023: 2. Runde (0:3-Niederlage gegen  Ryan Searle)

## Titel

### PDC
- Secondary Tour Events
  - PDC Development Tour
    - PDC Development Tour 2023: 15